# Kurt Trampedach
Kurt Trampedach, född 13 maj 1943 i Hillerød, död 12 november 2013 i Sare i Nouvelle-Aquitaine, var en dansk konstnär. 
Trampedach utbildades sig vid Kunstakademiet i Köpenhamn 1964–1969. I Trampedachs tidiga måleri dominerar självporträtt och porträtt av hans fru samt figurmåleri som inspirerades av Rembrandt, men med ett eget uttryck som avspeglade konstnärens egen tid. Jämsides med måleriet, som i ett senare skede utvecklats mot en allt mer glödande kolorit, började Trampedach på 1970-talet även utföra skulpturer. Han var från 1978 bosatt i Iparralde, det vill säga den del av Baskien som är beläget i Frankrike.